# بونچو گنچف
بونچو گنچف (بلغاری: Бончо Генчев؛ زادهٔ ۷ ژوئیهٔ ۱۹۶۴) بازیکن سابق و مربی فوتبال اهل بلغارستان است.
از باشگاه‌هایی که در آن بازی کرده‌است می‌توان به باشگاه فوتبال لوتون تاون، باشگاه فوتبال اسپورتینگ، باشگاه فوتبال هندون، باشگاه فوتبال ایپسویچ تاون، باشگاه فوتبال لیتکس لووچ، باشگاه فوتبال کارشالتون اتلتیک، و باشگاه فوتبال زسکا صوفیه اشاره کرد.
وی همچنین در تیم ملی فوتبال بلغارستان بازی کرده‌است.